# Деревная (Гродненская область)
Деревна́я (бел. Дзераўна́я) — агрогородок в Слонимском районе Гродненской области Беларуси. Административный центр Деревновского сельсовета.

## География
Агрогородок находится в 15 км к северо-востоку от Слонима, в 163 км от Гродно, на берегу реки Исса. Протекает река Плеховка, впадающая в Иссу к востоку от агрогородка.

## История
Деревня Деревная с 1869 года — центр волости, с 1921 года — центр гмины. 12 октября 1940 года деревня вошла в состав созданного Деревновского сельсовета Козловщинского района Барановичской области Белорусской ССР и стала центром сельсовета. С 8 января 1954 года Деревная находится в составе Гродненской области.
31 января 2011 года деревня Деревная преобразована в агрогородок.

## Население
- 1997 год — 518 человек, 348 дворов[4].
- 2009 год — 705 человек.
- 2019 год — 617 человек[2].

## Инфраструктура
В агрогородке работают коммунальное сельскохозяйственное унитарное предприятие «Деревновский», ясли-сад — средняя школа, Центр культуры, библиотека, амбулатория, аптека, отделение связи.

## Культура
- Центр культуры
- Музей ГУО «Деревновская базовая школа Слонимского района»

## Достопримечательности и памятные места
- Троицкая церковь[бел.] (1836 год) — памятник народного деревянного зодчества.
- Братская могила неизвестных воинов.
- Городище на берегу реки Плеховки, в урочище Сторожевая Гора[7].

### Памятник, скульптура
- Мемориальная доска в честь земляка – генерал-лейтенанта В. А. Артюха (2023).

## Известные уроженцы
- Микола Бущик — художник-экспрессионист.